# Смагулов, Жансай Жанатович
Жансай Жанатович Смагулов (каз. Жансай Жанатұлы Смағұлов; род. 26 сентября 1992) — казахстанский дзюдоист.

## Карьера
Происходит из рода Торе
Тренируется у К. Канжанова в Караганде.
Участник Олимпиады 2016 года в Рио-де-Жанейро.
Бронзовый призёр чемпионата Азии 2017 года.
Мастер спорта Республики Казахстан международного класса.
21 января 2018 года Жансай Смагулов стал чемпионом мирового этапа Гран При по дзюдо в Тунисе.